# All I Ever Wanted (píseň, Kelly Clarkson)
All I Ever Wanted je čtvrtý a poslední singl americké zpěvačky Kelly Clarkson z její čtvrtého alba All I Ever Wanted.

## Vydání
Byl vydán 9. března 2010, v době, kdy byla Clarkson na koncertním turné All I Ever Wanted World Tour. Je cover verzí americké skupiny Aranda, stejně jako píseň "Whyyawannabringmedown", kterou Clarkson rovněž přezpívala.
Singl byl vydán pouze v Severní Americe.

## Videoklip
K tomuto singlu videoklip nebyl natočen, pravděpodobně rovněž z důvodu, že Clarkson byla v zahraničí.

## Umístění v hitparádách
Vzhledem k tomu, že Clarkson byla v době vydání na turné v zahraničí, nebyla možna pořádná propagace. Singl tedy skončil na zadních příčkách americké hitparády, nejvýše dosáhl místa 96.